# Nishiyama Shunta
Nishiyama Shunta (西山 峻太 Nishiyama Shunta, sinh ngày 25 tháng 7 năm 1989 ở Kanagawa) là một cầu thủ bóng đá người Nhật Bản thi đấu cho YSCC Yokohama.

## Thống kê câu lạc bộ
Cập nhật đến ngày 23 tháng 2 năm 2016.
| Thành tích câu lạc bộ | Thành tích câu lạc bộ | Thành tích câu lạc bộ | Giải vô địch | Giải vô địch | Cúp                   | Cúp                   | Tổng cộng | Tổng cộng |
| Mùa giải              | Câu lạc bộ            | Giải vô địch          | Số trận      | Bàn thắng    | Số trận               | Bàn thắng             | Số trận   | Bàn thắng |
| Nhật Bản              | Nhật Bản              | Nhật Bản              | Giải vô địch | Giải vô địch | Cúp Hoàng đế Nhật Bản | Cúp Hoàng đế Nhật Bản | Tổng cộng | Tổng cộng |
| --------------------- | --------------------- | --------------------- | ------------ | ------------ | --------------------- | --------------------- | --------- | --------- |
| 2012                  | YSCC Yokohama         | JFL                   | 27           | 0            | 2                     | 0                     | 29        | 0         |
| 2013                  | YSCC Yokohama         | JFL                   | 34           | 2            | –                     | –                     | 34        | 2         |
| 2014                  | YSCC Yokohama         | J3 League             | 15           | 0            | 0                     | 0                     | 15        | 0         |
| 2015                  | YSCC Yokohama         | J3 League             | 7            | 0            | –                     | –                     | 7         | 0         |
| Tổng cộng sự nghiệp   | Tổng cộng sự nghiệp   | Tổng cộng sự nghiệp   | 83           | 2            | 2                     | 0                     | 85        | 2         |